# Autonome Orthodoxe Metropolie von Nord- und Südamerika und den Britischen Inseln
Die Autonome Orthodoxe Metropolie von Nord- und Südamerika und den Britischen Inseln (englisch Autonomous Orthodox Metropolia of North and South America and the British Isles) ist eine orthodoxe Kirche in den USA und anderen Ländern.

## Strukturen
Die Kirche besteht aus vier Erzdiözesen und drei Diözesen in den USA, Kanada, Venezuela und Großbritannien. Ihr Oberhaupt ist der Metropolit und Erzbischof von New York. Sie hat 36 Gemeinden und 31 Priester und Mönche.
Die Kirche folgt der orthodoxen Lehre und Praxis des byzantinischen Ritus. In einigen Gemeinden der USA wird der westliche orthodoxe Ritus verwendet. Sie folgt dem alten Julianischen Kalender (Altkalendarier).
Die Kirche wird von den kanonischen orthodoxen Kirchen nicht anerkannt.

## Geschichte
Ende des 19. Jahrhunderts bildeten sich Gemeinden mit ukrainisch-orthodoxer Tradition in den USA. Im 20. Jahrhundert bildeten sich daraus die Erzdiözesen New York und Texas, die der Ukrainischen Autokephalen Orthodoxen Kirche im Ausland nahestanden.
1997 schlossen diese sich der altkalendarischen „Orthodoxen Metropolie von Aquileia und Westeuropa“ an. Am 27. Februar 2011 wurde ihnen der Status einer autonomen Metropolie dieser Kirche gewährt. Am 4. April 2011 trennte sich die Metropolie wieder von der Synode von Mailand. Grund waren Pläne über deren Unterstellung unter die Russisch-Orthodoxe Kirche. Am 12. Juli 2011 schloss die Metropolie eine Kirchengemeinschaft mit der Russischen Wahren Orthodoxen Kirche unter Metropolit Raphael. Noch im selben Jahr vereinbarte sie eine Kirchengemeinschaft mit der griechischen Metropolitansynode des patristischen Kalenders.
2013 schloss sich Bischof John von Edmonton von der Ukrainisch-Orthodoxen Kirche in Kanada der Metropolie mit seinen Gemeinden an.
2014 löste die Metropolie die Kirchengemeinschaft mit der russischen und der griechischen Kirche, da diese am Imjaslawie festhielten, trotz Kritik von der Metropolie.